# Torneo de Río de Janeiro
El Torneo de Río de Janeiro (conocido oficialmente como Rio Open) es un torneo oficial de tenis de la gira ATP World Tour 500. Se celebra sobre pistas de tierra batida al aire libre. Contó en su primera edición con el número 1 del mundo en ese momento, el español Rafael Nadal. Se disputa en el recinto Jockey Club Brasileiro de Río de Janeiro (Brasil), y fue creado con el objetivo de acomodar a los jugadores a las condiciones climáticas de cara a los Juegos Olímpicos de Río de Janeiro 2016.
El torneo también formó parte de la WTA, siendo de categoría WTA International. El torneo femenino se disputó del año 2014 al 2016, para después ser cancelado.

## Palmarés

### Individual masculino
| Año  | Campeón                                   | Subcampeón                                | Resultado                                 |
| ---- | ----------------------------------------- | ----------------------------------------- | ----------------------------------------- |
| 2014 | Rafael Nadal                              | Alexandr Dolgopolov                       | 6-3, 7-6(3)                               |
| 2015 | David Ferrer                              | Fabio Fognini                             | 6-2, 6-3                                  |
| 2016 | Pablo Cuevas                              | Guido Pella                               | 6-4, 6-7(5), 6-4                          |
| 2017 | Dominic Thiem                             | Pablo Carreño                             | 7-5, 6-4                                  |
| 2018 | Diego Schwartzman                         | Fernando Verdasco                         | 6-2, 6-3                                  |
| 2019 | Laslo Djere                               | Félix Auger-Aliassime                     | 6-3, 7-5                                  |
| 2020 | Christian Garín                           | Gianluca Mager                            | 7-6(3), 7-5                               |
| 2021 | No disputado por la pandemia del COVID-19 | No disputado por la pandemia del COVID-19 | No disputado por la pandemia del COVID-19 |
| 2022 | Carlos Alcaraz                            | Diego Schwartzman                         | 6-4, 6-2                                  |
| 2023 | Cameron Norrie                            | Carlos Alcaraz                            | 5-7, 6-4, 7-5                             |
| 2024 | Sebastián Báez                            | Mariano Navone                            | 6-2, 6-1                                  |
| 2025 | Sebastián Báez                            | Alexandre Müller                          | 6-2, 6-3                                  |

### Individual femenino
| Año  | Campeona            | Subcampeona      | Resultado     |
| ---- | ------------------- | ---------------- | ------------- |
| 2014 | Kurumi Nara         | Klára Zakopalová | 6-1, 4-6, 6-1 |
| 2015 | Sara Errani         | Anna Schmiedlová | 7-6(2), 6-1   |
| 2016 | Francesca Schiavone | Shelby Rogers    | 2-6, 6-2, 6-2 |

### Dobles masculino
| Año  | Campeones                                 | Subcampeones                              | Resultado                                 |
| ---- | ----------------------------------------- | ----------------------------------------- | ----------------------------------------- |
| 2014 | Juan Sebastián Cabal Robert Farah         | David Marrero Marcelo Melo                | 6-4, 6-2                                  |
| 2015 | Martin Kližan Philipp Oswald              | Pablo Andújar Oliver Marach               | 7-6(3), 6-4                               |
| 2016 | Juan Sebastián Cabal Robert Farah         | Pablo Carreño David Marrero               | 7-6(5), 6-1                               |
| 2017 | Pablo Carreño Pablo Cuevas                | Juan Sebastián Cabal Robert Farah         | 6-4, 5-7, [10-8]                          |
| 2018 | David Marrero Fernando Verdasco           | Nikola Mektić Alexander Peya              | 5-7, 7-5, [10-8]                          |
| 2019 | Máximo González Nicolás Jarry             | Thomaz Bellucci Rogério Dutra da Silva    | 6-7(3), 6-3, [10-7]                       |
| 2020 | Marcel Granollers Horacio Zeballos        | Salvatore Caruso Federico Gaio            | 6-4, 5-7, [10-7]                          |
| 2021 | No disputado por la pandemia del COVID-19 | No disputado por la pandemia del COVID-19 | No disputado por la pandemia del COVID-19 |
| 2022 | Simone Bolelli Fabio Fognini              | Jamie Murray Bruno Soares                 | 7-5, 6-7(2), [10-6]                       |
| 2023 | Máximo González Andrés Molteni            | Juan Sebastián Cabal Marcelo Melo         | 6-1, 7-6(3)                               |
| 2024 | Nicolás Barrientos Rafael Matos           | Alexander Erler Lucas Miedler             | 6-4, 6-3                                  |
| 2025 | Rafael Matos Marcelo Melo                 | Pedro Martínez Jaume Munar                | 6-2, 7-5                                  |

### Dobles femenino
| Año  | Campeonas                            | Subcampeonas                       | Resultado   |
| ---- | ------------------------------------ | ---------------------------------- | ----------- |
| 2014 | Irina-Camelia Begu María Irigoyen    | Johanna Larsson Chanelle Scheepers | 6-2, 6-0    |
| 2015 | Ysaline Bonaventure Rebecca Peterson | Irina-Camelia Begu María Irigoyen  | 3-0, ret.   |
| 2016 | Verónica Cepede Royg María Irigoyen  | Tara Moore Conny Perrin            | 6-1, 7-6(5) |